# Пјеголеле-Сан Бартоломео (Салерно)
Пјеголеле-Сан Бартоломео (итал. Piegolelle-San Bartolomeo) је насеље у Италији у округу Салерно, региону Кампанија.
Према процени из 2011. у насељу је живело 1525 становника. Насеље се налази на надморској висини од 265 м.